# Logistikregionen

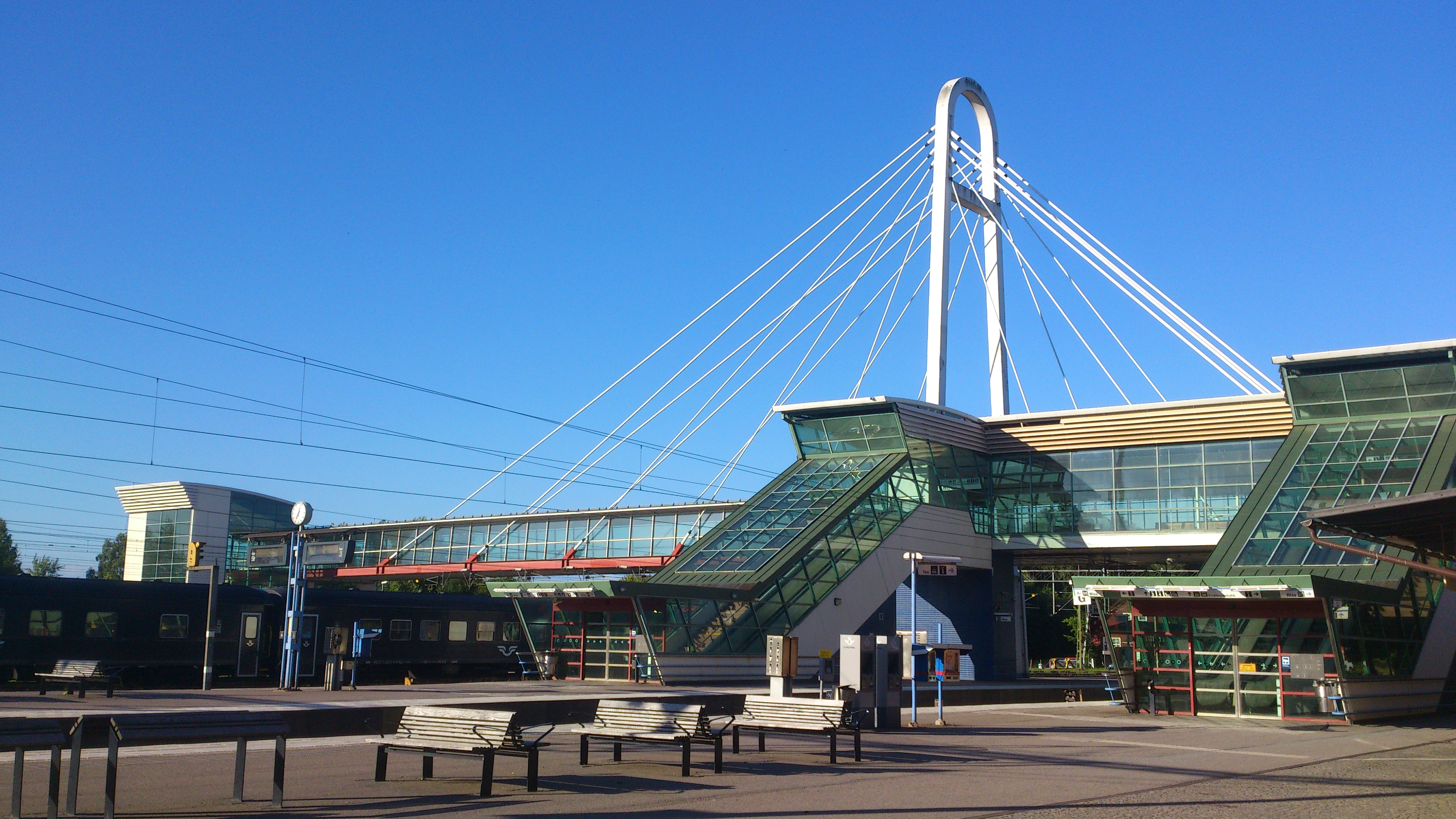
Hallsbergs station.

Logistikregionen är ett samarbete mellan Örebro kommun, Kumla kommun, Hallsbergs kommun, Arboga kommun och Business Region Örebro för att utveckla logistiknäringen i regionen.
I regionen finns bland annat Hallsbergs station med en av norra Europas största rangerbangårdar, och Örebro flygplats.